# Kabupaten des îles Meranti
Le kabupaten des îles Meranti, en indonésien Kabupaten Kepulauan Meranti, est un kabupaten de la province indonésienne de Riau, au large de l'île de Sumatra dont elle est séparée par le détroit de Panjang. Son chef-lieu est Selat Panjang.

## Géographie
Son territoire s'étend notamment sur les îles de Tebing Tinggi, de Rangsang et de Padang, auxquelles on ajoute celles de Merbau, Topang, Manggung, Panjang, Jadi, Setahun, Tiga, Baru, Paning et Dedap.
Le nom de Meranti serait l'acronyme du nom de trois îles qui compose le kabupaten : Merbau, Rangsang et Tebing tinggi.

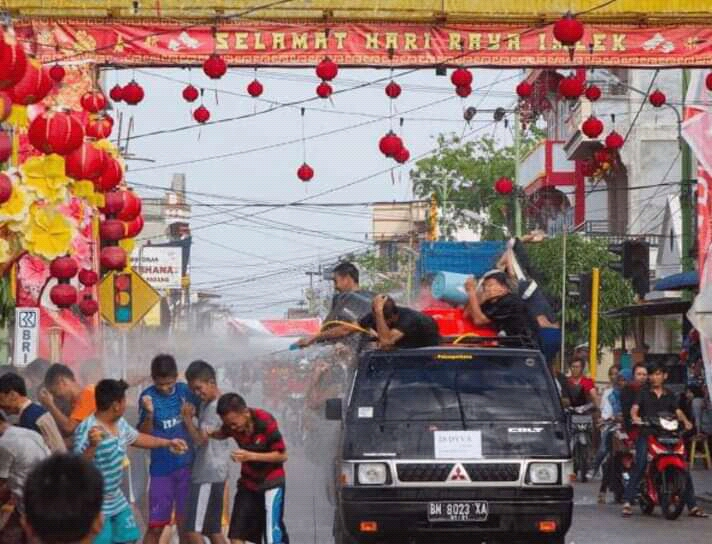
Festival Das Cian Cui à Selatpanjang